# Janet (hãng hàng không)
Janet, đôi lúc được gọi là Janet Airlines, là một tên không chính thức dành cho đội lớn các máy bay chở khách lớn và tuyệt mật hoạt động cho Không quân Hoa Kỳ nhằm vận chuyển các nhân viên quân sự và nhân viên thầu. Các máy bay này chủ yếu phục vụ cho Vùng An ninh Quốc gia Nevada (nổi bật nhất là Khu vực 51 và Bãi thử Tonopah), từ một nhà ga bí mật tại Sân bay quốc tế McCarran ở Las Vegas.

## Lịch sử
Tên hiệu "Janet" của những chiếc máy bay này, nguồn gốc của tên gọi de facto của nó, được cho là viết tắt của cụm từ "Just Another Non-Existent Terminal" ("Chỉ là một nhà ga không tồn tại khác"). Đôi khi nó cũng được cho là "Joint Air Network for Employee Transportation" ("Mạng lưới Hàng không Vận chuyển Nhân viên Chung").

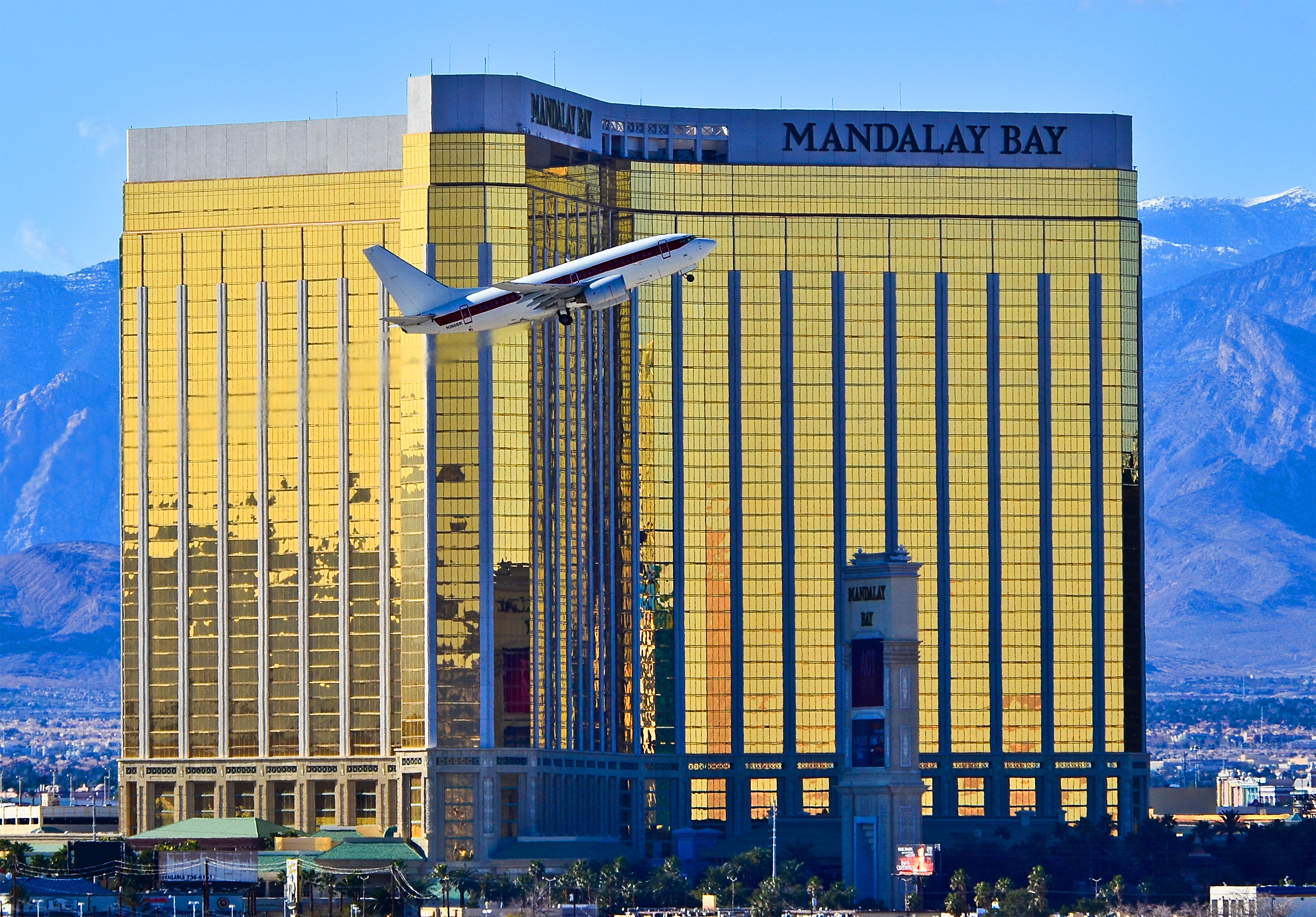
Một chiếc Boeing 737-66N của Janet.

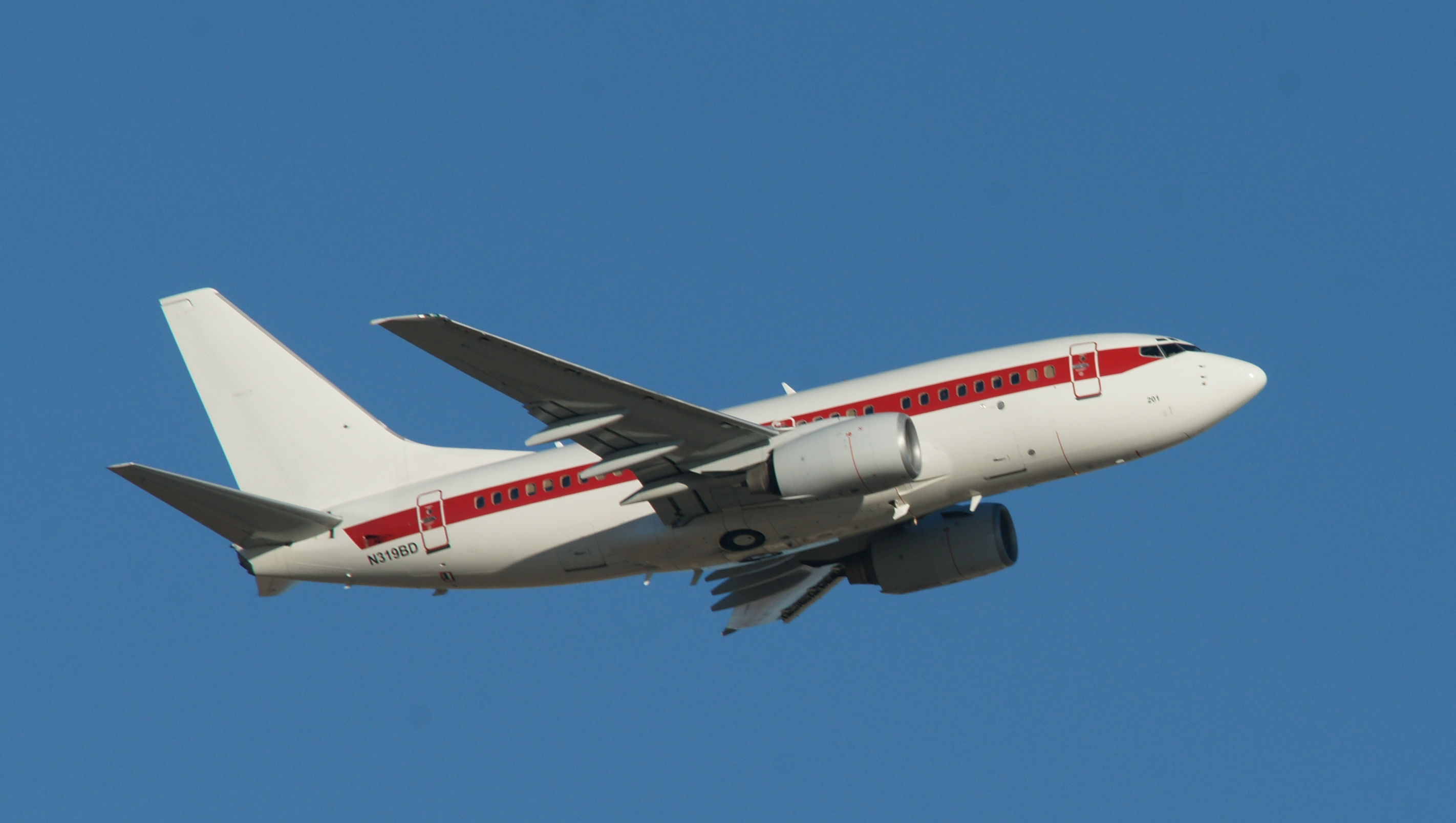
Một chiếc Boeing 737-600 của Janet.

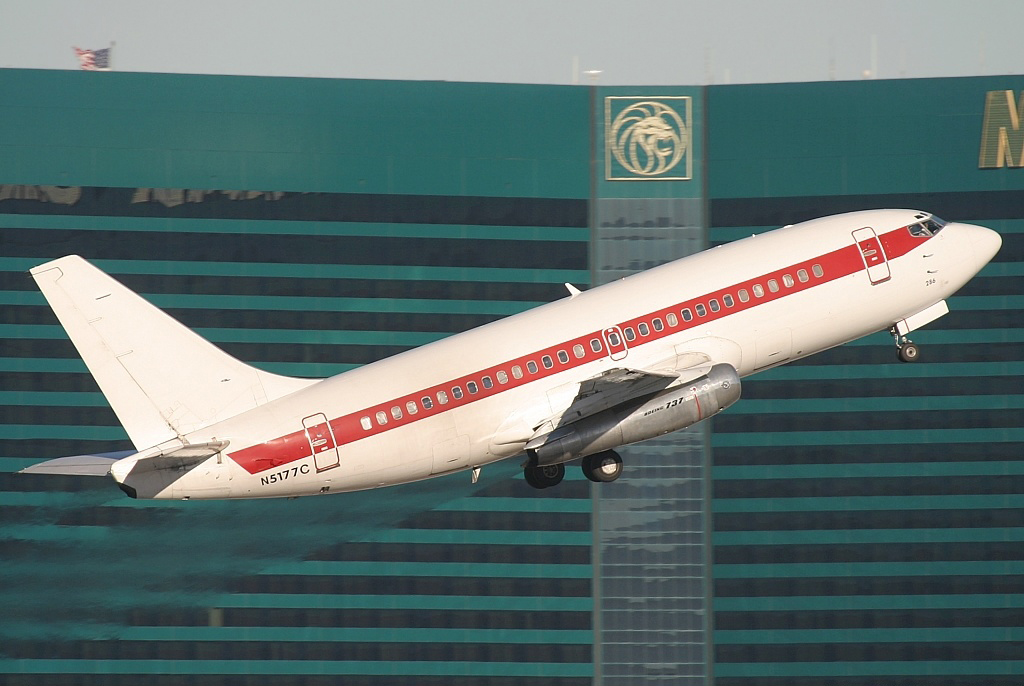
Một chiếc 737-200 của Janet xuất phát từ Sân bay quốc tế McCarran, Las Vegas, Nevada với tòa nhà MGM Grand Las Vegas ở phía sau.

### Hoạt động
Do tính chất bí mật của hãng hàng không này, người ta biết rất ít thông tin về cách tổ chức của nó. Hãng được điều hành cho Bộ Không quân bởi nhà thầu quân sự và cơ sở hạ tầng AECOM thông qua thương vụ của AECOM vào năm 2014 mua lại URS Corporation, một công ty trước đó đã mua lại EG&G Technical Services vào năm 2002, theo như lịch sử cung cấp dịch vụ này cho Không quân của URS và các tin đăng tuyển dụng được URS xuất bản. Ví dụ, vào năm 2010, URS thông báo hãng sẽ tuyển các tiếp viên hàng không trên chiếc Boeing 737 tại Las Vegas, yêu cầu các ứng viên phải được kiểm tra lý lịch và nhân thân để được quyền miễn trừ an ninh tuyệt mật. Gần đây AECOM cũng đã đăng tải những tin tương tự.
Các chuyến bay của Janet hoạt động với số chuyến bay 3 số cộng thêm tiền tố WWW. Trong tài liệu chính thức liệt kê các mã hàng không ICAO, ký hiệu WWW này được liệt kê là đang bị chặn.
Các điểm đến thường xuyên nhất của Janet, chủ yếu là các khu vực quân sự, bao gồm:
- California
  - Nhà máy Không quân Hoa Kỳ 42
  - Trạm Vũ khí Không hải quân China Lake
  - Sân bay Nut Tree
  - Căn cứ không quân Edwards (Căn cứ Bắc)
  - Trạm Không hải quân Mugu
- Nevada
  - Khu vực 51
  - Sân bay quốc tế McCarran – Trạm chính
  - Bãi thử Tonopah
  - Căn cứ không quân Nellis
  - Căn cứ không quân Creech
- Utah
  - Căn cứ không quân Hill
- Ohio
  - Căn cứ không quân Wright–Patterson

## Đội máy bay
Các chuyến bay đầu tiên từ Las Vegas tới Khu vực 51 được thực hiện vào năm 1972 bằng một chiếc Douglas DC-6 điều hành bởi EG&G. Một chiếc Douglas DC-6 thứ hai được bổ sung vào năm 1976 và loại này tiếp tục được sử dụng tới năm 1981.
Tới giữa năm 2015, đội máy bay của Janet bao gồm sáu chiếc Boeing 737-600 được sơn màu trắng với đường kẻ đỏ. Còn có năm chiếc loại tua bin cánh quạt khác nhỏ hơn (hai chiéc Beechcraft 1900 và ba chiếc Beechcraft 200C) được sơn màu trắng với kẻ sọc xanh. Số máy bay này được đăng ký cho Bộ Không quân Hoa Kỳ, trong khi một số máy bay cũ hơn được đăng ký cho một vài công ty cho thuê máy bay dân sự. Trước khi có được những chiếc 737-600, Janet hoạt động những chiếc máy bay Boeing 737-200, một số trong đó được điều chỉnh lại từ chiếc máy bay quân sự T-43A. Một chiếc 737-200 với số đăng ký N5177C vào thập niên 1980 được đóng tại Sân bay quốc tế Frankfurt trong một thời gian ngắn (khi đó cũng là nơi đặt một căn cứ của USAF, Căn cứ không quân Rhein-Main), và được vận hành bởi Keyway Air Transport, có thể là một công ty được thành lập cho một chiến dịch của chính phủ Hoa Kỳ. Chiếc máy bay này được ngừng sử dụng vào ngày 6 tháng 3 năm 2009. Cùng với những chiếc 737-200 khác, nó được gửi tới khu lưu trữ và bảo dưỡng AMARG ở Căn cứ không quân Davis–Monthan tại Arizona.
Tất cả các máy bay 737-600 đều từng thuộc sở hữu của Air China ngoại trừ chiếc N273RH và N365SR trước đó được vận hành bởi China Southwest Airlines (nay đã ngừng hoạt động) trước khi được mua lại cho các chiến dịch của Không quân Hoa Kỳ bắt đầu từ năm 2008. Chiếc máy bay ban đầu được đưa tới Căn cứ không quân Wright-Patterson trước khi được chuyển về Las Vegas. Hầu hết những chiếc máy bay Beechcraft được bán trực tiếp cho Không quân, ngoại trừ hai chiếc trước đó được sở hữu dân sự.
Một chiếc máy bay Beechcraft 1900 đã bị mất tích vào ngày 16 tháng 3 năm 2004, sau khi nó gặp tai nạn trong lúc tiếp cận Sân bay Bãi thử Tonopah do phi công bị ngừng tim. Năm người, kể cả người phi công đã thiệt mạng trong vụ tai nạn.
Bộ nhận diện hãng hàng không của Janet tương tự như Western Airlines nay đã không còn hoạt động.
| Mẫu                  | Số đăng ký | MSN    | C/N  |
| -------------------- | ---------- | ------ | ---- |
| Boeing 737-66N       | N319BD     | 28649  | 887  |
| Boeing 737-66N       | N869HH     | 28650  | 932  |
| Boeing 737-66N       | N859WP     | 28652  | 938  |
| Boeing 737-66N       | N273RH     | 29890  | 1276 |
| Boeing 737-66N       | N365SR     | 29891  | 1294 |
| Boeing 737-66N       | N288DP     | 29892  | 1305 |
| Beech 1900C          | N20RA      | UB-42  | –    |
| Beech 1900C          | N623RA     | UC-163 | –    |
| Beech King Air B200C | N654BA     | BL-54  | –    |
| Beech King Air B200C | N661BA     | BL-61  | –    |
| Beech King Air B200C | N662BA     | BL-62  | –    |

## Trong văn hóa đại chúng
Sau vụ xả súng Las Vegas 2017, người ta có truyền tin rằng tay súng ngoài nhắm vào những người tham gia hòa nhạc còn nhắm vào các kho nhiên liệu hàng không tại Sân bay quốc tế McCarran gần đó. Các bài báo tiếp sau đó của New York Post cho thấy có thể có sự liên kết giữa những thùng nhiên liệu này và một nhiệm vụ tuyệt mật của Janet.
Trong chế độ bay tự do của Microsoft Flight Simulator X, người chơi có thể điều khiển một chiếc Boeing 737 của Janet, với tên gọi "Unmarked Airliner". Trong trò chơi này cũng có một nhiệm vụ có tên là "Secret Shuttle", trong đó người chơi trở thành cơ trường mới của Janet, thực hiện chuyến bay đầu tiên tới "Khu vực 51" từ Sân bay quốc tế McCarran ở Las Vegas với số hiệu Janet 356 (sau đó đổi thành Longhorn 27 khi tiếp cận). Mặc dù chuyến bay này sử dụng một chiếc 737-800W, nó được sơn màu tương tự như những chiếc 737 được Janet điều hành.